# STS-132
إس تي إس-132 (بالإنجليزية: STS-132)‏ الرحلة الثانية والثلاثون بعد المائة ضمن برنامج مكوك الفضاء لوكالة ناسا، والرحلة الثانية والثلاثون على متن مكوك الفضاء أتلانتيس، انطلقت الرحلة في 14 مايو سنة 2010 من مركز كينيدي للفضاء ، وهبطت بتاريخ 26 مايو في مركز كينيدي أيضاً، بعد أحد عشر يوماً و18 ساعة مكثتها الرحلة في الفضاء، تم خلال الرحلة الرسو على محطة الفضاء الدولية ونقل وحدة رسفيت الروسية إليها، وإجراء عدة تجارب طبية على رواد الفضاء وتجارب نباتية، بلغ عدد الرواد المشاركين في الرحلة ستة رواد.